# British Columbia Highway 4
Der British Columbia Highway 4  befindet sich auf Vancouver Island und ist, mit einer Länge von 162 km, die einzige Ost-West-Verbindung quer über den südlichen Teil der Insel. Er beginnt bei Qualicum Beach, an einer Abzweigung vom Highway 19A, und endet in Tofino an der Pazifikküste. Der Highway ist dabei zwischen der Kreuzung mit dem Highway 19 und Port Alberni (Kreuzung „River Road“), als sogenannte Feeder Route (Zubringer- oder Verbindungsroute), Bestandteil des kanadischen National Highway System.

## Abschnitte

### Alberni Highway
Auf dem Teilstück zwischen Qualicum Beach und Port Alberni spricht man hier vom Alberni Highway. Beginn des Highways ist am Highway 19A, direkt an der Küste zur Strait of Georgia, die Vancouver Island vom kanadischen Festland trennt. Von dort aus geht es Richtung Süden bis zur Kreuzung mit Highway 19. Die Straße wendet sich jetzt dem Westen zu. Der Highway führt durch die Berge auf Vancouver Island, vorbei am Cameron Lake und zwei der Provincial Park in British Columbia nach Port Alberni.

### Pacific Rim Highway
Die Strecke von Port Alberni an die Pazifikküste nennt sich Pacific Rim Highway. Die Straße führt westwärts am Sproat Lake vorbei und ändert dann ihren Lauf in südwestlicher Richtung. Der Kennedy Lake wird noch gestreift, bis der Highway dann kurz vor der Pazifikküste auf das Biosphärenreservat Clayoquot Sound stößt. Beim Erreichen der Küste zweigt dann eine kurze Stichstraße Richtung Süden nach Ucluelet ab. Entlang der Pazifikküste verläuft der Highway nach Nordwesten und durchschneidet den als Long-Beach-Unit bezeichneten Teil des Pacific-Rim-Nationalparks der Länge nach. Mitten im Park wird westlich der Strandabschnitt von Long Beach passiert und kurz vor dem Ende des Highways liegt östlich der Flughafen Tofino/Long Beach. Das Ende des Highways befindet sich dann in Tofino, auf der Halbinsel Esowista. Auf der Strecke zwischen Port Alberni und Tofino werden mehrere weitere der Provinzparks passiert.
Da die Westküste Kanadas aufgrund des Zusammenspiels von der Nordamerikanischen Platte, der Juan-de-Fuca-Platte und der Pazifischen Platte ein geologisch aktives Gebiet ist, muss man bei entsprechenden Seebeben mit Tsunamis rechnen. Daher sind entlang des Highways Evakuierungsrouten ausgeschildert.

## Sehenswürdigkeiten
Nachfolgend einige Sehenswürdigkeiten, die der Highway von Osten nach Westen berührt. 

### Little Qualicum Falls Provincial Park
Der Little Qualicum Falls Provincial Park ist ein kleiner Park am Little Qualicum River. Ein Campingplatz bietet die Möglichkeit des Übernachtens, bekannt ist der Park für seine Wasserfälle.

### MacMillan Provincial Park
Der MacMillan Provincial Park ist auch unter dem Namen »Cathedral Grove« bekannt. Von Touristen wird der Park aufgrund des Urwaldes besucht, der aus teilweise mehrere hundert Jahre alten Douglasien besteht.

### Sproat Lake Provincial Park
Der Sproat Lake Provincial Park ist ein kleiner Park am Sproat Lake. Auch hier bietet ein Campingplatz die Möglichkeit des Übernachtens. Dieser Park ist bekannt ist für seine Petroglyphen und die hier ehemals stationierten Wasserbomber vom Typ Martin Mars.

### Clayoquot Plateau Provincial Park
Der Clayoquot Plateau Provincial Park erstreckt sich vom Highway aus nach Westen. Touristische Hauptattraktion sind die direkt am Highway liegenden Stromschnellen des Kennedy River. 

### Pacific-Rim-Nationalpark

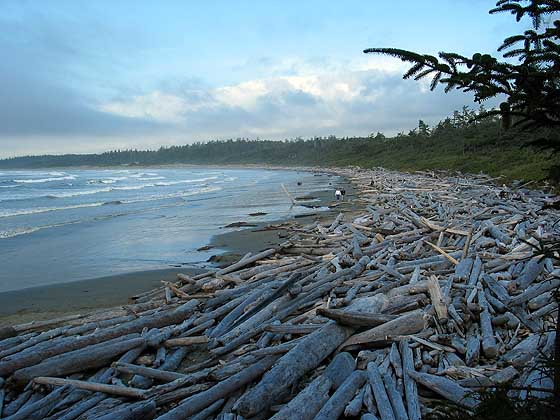
Strand des Pacific Rim National Park: angespülte Baumstämme

Der Park besteht aus drei Teilen: Die Broken Group Islands, die aus zahlreichen kleinen Inseln der Broken Group gebildet wird; der Küstenregion, Long Beach, die aus einem kilometerlangen Sandstrand besteht und dem West Coast Trail, einer der wohl bekanntesten Wanderrouten auf Vancouver Island.
Direkt an den Strand schließt sich der Küstenwald an, der einen der letzten gemäßigten Regenwälder der Erde darstellt.

### Tofino
Tofino ist unter Touristen ein gern besuchtes Ziel. Der Ort ist bekannt für seine Möglichkeiten zur Walbeobachtung, besonders das Pacific Rim Whale Festival Anfang März wird gerne besucht. Weiterhin wird der Ort als Übernachtungsmöglichkeit für das Surfparadies an der Long Beach genutzt.